# 8153 Gattacceca
8153 Gattacceca è un asteroide della fascia principale. Scoperto nel 1986, presenta un'orbita caratterizzata da un semiasse maggiore pari a 2,3950359 au e da un'eccentricità di 0,2188471, inclinata di 2,33976° rispetto all'eclittica.